# Copa México 1961-62
La Copa México 1961-62 fue la 46.ª edición de la Copa México, la 19.ª en la era profesional.
El torneo empezó el 4 de marzo de 1962 y concluyó el 1 de mayo de ese mismo año en Ciudad de México, en el cual el equipo del Atlas FC logró el título por tercera vez con una victoria sobre el CD Tampico A.C. de 4-3. En esta edición se jugó una fase de grupos entre los 14 equipos.

## Primera fase

### Grupo 1
| Equipo   | Pts. | PJ | PG | PE | PP | GF | GC | Dif |
| -------- | ---- | -- | -- | -- | -- | -- | -- | --- |
| América  | 8    | 6  | 3  | 2  | 1  | 8  | 5  | +3  |
| Morelia  | 8    | 6  | 3  | 2  | 1  | 8  | 5  | +3  |
| Irapuato | 7    | 6  | 2  | 3  | 1  | 8  | 7  | +1  |
| Oro      | 1    | 6  | 0  | 1  | 5  | 3  | 10 | -7  |

### Grupo 2
| Equipo      | Pts. | PJ | PG | PE | PP | GF | GC | Dif |
| ----------- | ---- | -- | -- | -- | -- | -- | -- | --- |
| Tampico     | 8    | 6  | 3  | 2  | 1  | 9  | 9  | 0   |
| Toluca      | 6    | 6  | 2  | 2  | 2  | 9  | 12 | -3  |
| Monterrey   | 5    | 6  | 2  | 1  | 3  | 12 | 9  | +3  |
| Guadalajara | 5    | 6  | 1  | 3  | 2  | 11 | 11 | 0   |

### Grupo 3
| Equipo   | Pts. | PJ | PG | PE | PP | GF | GC | Dif |
| -------- | ---- | -- | -- | -- | -- | -- | -- | --- |
| Necaxa   | 6    | 4  | 2  | 2  | 0  | 9  | 6  | +3  |
| León     | 4    | 4  | 1  | 2  | 1  | 5  | 6  | -1  |
| Nacional | 2    | 4  | 0  | 2  | 0  | 4  | 6  | -2  |

### Grupo 4
| Equipo    | Pts. | PJ | PG | PE | PP | GF | GC | Dif |
| --------- | ---- | -- | -- | -- | -- | -- | -- | --- |
| Atlas     | 6    | 4  | 3  | 0  | 1  | 6  | 3  | +3  |
| Zacatepec | 4    | 4  | 2  | 0  | 2  | 5  | 4  | +1  |
| Atlante   | 2    | 4  | 1  | 0  | 3  | 2  | 6  | -4  |

## Fase final
|  | Semifinales | Semifinales | Semifinales | Semifinales | Semifinales |   |         | Final   | Final | Final | Final | Final |
|  |             |             |             |             |             |   |         |         |       |       |       |       |
|  | Tampico     | Tampico     | 1           | 3           | 4           |   |         |         |       |       |       |       |
|  | América     | América     | 1           | 2           | 3           |   |         |         |       |       |       |       |
|  |             |             |             |             |             |   | Tampico | Tampico | 3     | 0     | 3     |       |
|  |             | Atlas       | Atlas       | 3           | 1           | 4 |         |         |       |       |       |       |
|  | Necaxa      | Necaxa      | 2           | 0           | 2           |   |         |         |       |       |       |       |
|  | Atlas       | Atlas       | 1           | 3           | 4           |   |         |         |       |       |       |       |

### Semifinales
| 14 de abril de 1962 | Tampico    | 1:1 (1:1) | América   | Estadio Tampico, Tampico      |                               |
|                     | Rolando 7' |           | Zague 44' | Árbitro(s): Rafael Valenzuela | Árbitro(s): Rafael Valenzuela |

| 22 de abril de 1962 | América                     | 2:3 (1:2) (Global 3:4) | Tampico                      | Estadio Universitario, Ciudad de México |                             |
|                     | de Oliveira 6' · Moacyr 47' |                        | Marrón 8', 52' · Bonelli 22' | Árbitro(s): Alfonso Herrera             | Árbitro(s): Alfonso Herrera |

| 15 de abril de 1962 | Necaxa                  | 2:1 (2:1) | Atlas               | Estadio Universitario, Ciudad de México |                             |
|                     | Noriega 3' · Peniche 6' |           | Alves Guimaraes 28' | Árbitro(s): Fernando Buergo             | Árbitro(s): Fernando Buergo |

| 22 de abril de 1962 | Atlas                                          | 3:0 (0:0) (Global 4:2) | Necaxa | Estadio Jalisco, Guadalajara |                           |
|                     | Alves Guimaraes 60' · Delgado 72' · Grilho 81' |                        |        | Árbitro(s): Felipe Buergo    | Árbitro(s): Felipe Buergo |

### Final
| 29 de abril de 1962                                  | Atlas                         | 3:3 (2:3) | Tampico                    | Estadio Universitario, Ciudad de México |                           |
|                                                      | Zárate 11' · Delgado 15', 82' |           | Marrón 5', 37' · Rosas 21' | Árbitro(s): Ramiro García               | Árbitro(s): Ramiro García |
| Debido al empate, se tuvo que recurrir a otro juego. |                               |           |                            |                                         |                           |

Desempate
| 1 de mayo de 1962 | Tampico | 0:1 (0:1) | Atlas      | Estadio Universitario, Ciudad de México |                             |
|                   |         |           | Flores 23' | Árbitro(s): Fernando Buergo             | Árbitro(s): Fernando Buergo |

|                          |
| Campeón Atlas 3.o título |

## Goleadores
| Jugador              | Club        | Goles |
| -------------------- | ----------- | ----- |
| Jaime Belmonte       | Irapuato    | 6     |
| Jesús Marrón         | Tampico     | 6     |
| Jesús Delgado        | Atlas       | 5     |
| Mario Velarde        | Necaxa      | 5     |
| Roberto Rolando      | Tampico     | 5     |
| Humaitá              | Monterrey   | 5     |
| Crescencio Gutiérrez | Guadalajara | 4     |